# Despierta mamá
Despierta mamá é um filme de ação, suspense e drama panamenho de 2024 dirigido, escrito, produzido e estrelado por Arianne Benedetti. É sobre a odisséia que uma mãe empreenderá após sua filha desaparecer misteriosamente após sofrer um acidente na cidade onde moram. O restante do elenco é formado por Erick Elías, Mila Romedetti, Ana Alejandra Carrizo, Abraham Pino, Chris Oberto, Ingrid De Ycaza, Andrés Morales e Caio Mena. O filme foi escolhido como a entrada panamenha para Melhor Longa-Metragem Internacional no 97º Oscar.

## Sinopse
Ali decide se mudar para uma pequena cidade nas montanhas com sua filha Sofia após a separação devastadora do marido. Semanas depois, ela estará imersa na atmosfera misteriosa do local e então sofrerá um acidente e perceberá que sua filha desapareceu. Como resultado, ela empreenderá uma busca incansável para descobrir o paradeiro de sua filha.

## Elenco
- Arianne Benedetti como Ali Galiano
- Mila Romedetti como Sofía Landa
- Erick Elías
- Ana Alejandra Carrizo
- Carlos Alfredo Lopez como sargento
- Abraham Pino
- Temi Diaz as Jose
- Moises Briceño
- Chris Oberto
- Ash Olivera
- Liza Hernández
- Luis Arteaga
- Ingrid De Ycaza
- Marco Oses
- Christopher Oberto
- Andrés Morales
- Caio Mena

## Produção
As filmagens começaram em 2 de dezembro de 2022, em El Valle de Antón, Panamá, com duração de 5 semanas.

## Lançamento
Estreou em 30 de maio de 2024, nos cinemas panamenhos e posteriormente foi exibido em 11 de junho de 2024, no 39º Festival Internacional de Cinema de Guadalajara. O filme conseguiu vender seus direitos de distribuição para ser exibido no México, América Central e Caribe. A estreia ocorreu em 19 de setembro de 2024, nos cinemas mexicanos.